# Else Jung
Else Jung, später Else Lindemann (Pseudonyme: Else Jung-Lindemann, Lisa Berghamer; * 14. Mai 1895 als Else Arnheim in Preußisch Holland (Ostpreußen); † 1990) war eine deutsche Schriftstellerin.

## Leben
Else Jung besuchte ein Lyzeum und anschließend die Kunstakademie in Königsberg. Von 1919 bis 1923 war sie Teilhaberin des von dem Schriftsteller Munkepunke gegründeten A.-R.-Meyer-Verlags in Berlin. Von 1923 bis 1924 leitete Jung die Redaktion der in Berlin erscheinenden spanischsprachigen, den deutsch-spanischen und deutsch-lateinamerikanischen Wirtschaftsbeziehungen gewidmeten Zeitschrift Industria y comercio. Von 1926 bis 1930 wirkte sie im Feuilletonbereich der Hugenbergschen Nachrichtenagentur Telegraphen-Union. Ab Mitte der 1930er verfasste Else Jung Unterhaltungsliteratur: anfangs vor allem Kinder- und Jugendbücher, nach dem Zweiten Weltkrieg zahlreiche Frauen- und Heimatromane für die Heftreihen des Bastei-Verlags und des Erich-Pabel-Verlags.

## Werke
- Frau Fendrichs Privatsekretärin, Heidenau 1935 (unter dem Namen Else Jung-Lindemann)
- Die Magd vom Stelzerhof, Heidenau 1935 (unter dem Namen Else Jung-Lindemann)
- Peter Hellwigs berühmte Frau, Heidenau 1935 (unter dem Namen Else Jung-Lindemann)
- Karins Fahrt ins Unbekannte, Heidenau 1936 (unter dem Namen Else Jung-Lindemann)
- Lisa Bruggers Heimkehr, Heidenau 1936 (unter dem Namen Else Jung-Lindemann)
- Minchen und Jaromir, München 1936 (unter dem Else Jung-Lindemann, zusammen mit Else Wenz-Viëtor)
- Not um Armin, Heidenau 1936 (unter dem Namen Else Jung-Lindemann)
- Die wunderbaren Reisen des kleinen Flix, Leipzig 1936
- Beates Flucht und Zuflucht, Heidenau 1937 (unter dem Namen Else Jung-Lindemann)
- Dodd und Didis Abenteuer, Leipzig 1937
- Inge findet den richtigen Weg, Heidenau 1937 (unter dem Namen Else Jung-Lindemann)
- Luks schießt den Vogel ab, Königsbrück (Bez. Dresden)1937 (unter dem Namen Else Jung-Lindemann)
- Roswitha und die Gernot-Buben, Bad Sachsa (Südharz) 1937 (unter dem Namen Else Jung-Lindemann)
- Woher kommen all‘ die Sachen, die den Kindern Freude machen?, München 1937 (zusammen mit Hans Lang)
- Die zwei Roxas in der Todeskugel, Heidenau 1937 (unter dem Namen Else Jung-Lindemann)
- Arnold und Hanno reisen ins Gebirge, Leipzig 1938
- Es war einmal ein Malersmann, Königsbrück 1938 (unter dem Namen Else Jung-Lindemann)
- Hellmanns bauen sich ein Haus, Leipzig 1938
- Kopf hoch, Monika!, Leipzig 1938
- Die lustigen Drei von der Herzogs-Bastei, Leipzig 1938
- Seines Vaters Frau, Königsbrück (Bez. Dresden) 1938 (unter dem Namen Else Jung-Lindemann)
- Und immer siegt das Herz, Königsbrück (Bez. Dresden) 1938 (unter dem Namen Else Jung-Lindemann)
- Kameraden, Bad Sachsa (Südharz) 1941 (unter dem Namen Else Jung-Lindemann)
- Hand am Pflug, Leipzig 1942
- Jungfer Barbara, Leipzig 1942
- Die Jensensippe, Leipzig 1943
- Heiteres Spiel im Neckartal, Stuttgart 1949
- Seine berühmte Frau, Hamburg 1949
- Das verwandelte Antlitz, Stuttgart 1949
- Jubilate heißt jeder Tag, Leverkusen 1950
- Marlene fährt nach Sumatra, Stuttgart-O. 1950
- Heimkehr auf den Kreuzerhof, Heidelberg 1951
- Lore kämpft um ihr Glück, Nürnberg 1951 (unter dem Namen E. Lindemann)
- Heiteres Spiel um Imma, Nürnberg 1952
- Ein Mädchen mit Herz, Hamburg-Wandsbek 1952
- Maxi und die Firma, Leverkusen 1952
- Dr. Agnete Maurus, Stuttgart 1954
- Heino und Hanno, Stuttgart 1955
- Die Leute von Talbruck, München 1956
- Michael, der Glückspilz, Hamburg-Poppenbüttel 1956 (unter dem Namen Lisa Berghamer)
- Das Burgfräulein vom Neckartal, Mannheim 1957
- Kleines Mädchen - großes Glück, Stuttgart 1957
- Das Mädchen aus der Pfalz, Mannheim 1957
- Mütterchen Gaby, Mannheim 1957
- In der Heimat liegt das Glück, Bergisch Gladbach 1958
- Das Leben war stärker, Mannheim 1958
- Das Recht der Jugend, Darmstadt 1958
- Der Schatz vom Ackerberg, Bergisch Gladbach 1958
- Sie konnten zusammen nicht kommen, Bergisch Gladbach 1958
- Stern ohne Licht, Darmstadt 1958
- Die Tochter des Anderlbauern, Mannheim 1958
- Frauenärztin Dr. Grotius, Balve/Sauerland 1959
- Ich reite für dich, Rastatt/Baden 1959
- Die Magd Regina, Bergisch Gladbach 1959
- Moni und der Jager-Peter, Rastatt (Baden) 1959
- Die Söhne vom Rottenhof, Bergisch Gladbach 1959
- Wo Liebe eine Heimat hat, Rastatt/Baden 1959
- Des Geigenbauers Töchterlein, Bergisch Gladbach 1960
- Rauhnacht über Herz und Heimat, Bergisch Gladbach 1960
- Das Recht auf Glück, Baden-Baden 1960
- Von dir erzählt die alte Linde, Bergisch Gladbach 1960
- Blumen blühn am Stauffenpaß, Bergisch Gladbach 1961
- Ihr Herz gehörte seinem Bruder, Bergisch Gladbach
  - 1 (1961)
  - 2. Um Herrin zu sein, 1961
- Im Herzen blieb das Bild der Magd, Bergisch Gladbach 1961
- Der Tag an dem die Sehnsucht kam, Bergisch Gladbach 1961
- Das Geheimnis der weißen Schlucht, Bergisch Gladbach 1962
- Das Glück der Gilgenhoferin, Bergisch Gladbach 1962
- Der Modekönig von Paris, Muttenz-Basel 1962
- Die Mutter war dagegen, Bergisch Gladbach 1962
- Seine Tochter Claudia, Baden-Baden 1962
- Wenn ich nur deine Liebe hab, Bergisch Gladbach 1962
- Du zählst mir die Sterne, Rastatt/Baden 1963
- Die Hochzeitsglocke läutet nicht für mich, Bergisch Gladbach 1963
- Die Liebe des Verfemten, Rastatt/Baden 1963
- Muß ich auf mein Glück verzichten?, Rastatt/Baden 1963
- Nie darfst du mich vergessen, Bergisch Gladbach 1963
- Sag mir nie ein böses Wort, Bergisch Gladbach 1963
- Sie kam aus der großen Stadt, Bergisch Gladbach 1963
- Die Christel von der Horneralm, Rastatt/Baden 1964
- Lüge aus Liebe, Rastatt/Baden 1964
- Das Marterl über der Tobelklamm, Rastatt/Baden 1964
- Als Bäuerin war sie unerwünscht, Rastatt/Baden 1965
- Die Beichte am Feldkreuz, Rastatt/Baden 1965
- Der Brief, der ihr Geheimnis barg, Bergisch Gladbach 1965
- Ein Fremder stand vor ihrer Tür, Rastatt/Baden 1965
- Der Kaplan von Niklasau, Rastatt/Baden 1965
- Die Magd vom Zellerhof, Hamburg 1965
- Die Monika vom Untersee, Bergisch Gladbach 1965
- Nie wird die Fremde Herrin hier, Bergisch Gladbach 1965
- Auf dem Nachbarhof fehlt die Mutter, Rastatt/Baden 1966
- Dem Birkhof-Erben fehlt die Mutter, Bergisch Gladbach 1966
- Er kam bei Sonnenuntergang, Bergisch Gladbach 1966
- Keine Hochzeit auf dem Rosenhof?, Bergisch Gladbach 1966
- Der Kindertraum war eine Illusion, Rastatt/Baden 1966
- Rote Hexe ward sie genannt, Rastatt/Baden 1966
- Sie liebten sich schon als Kinder, Rastatt/Baden 1966
- Zwei Liebende finden eine Heimat im Rasthaus am Rochenpaß, Rastatt/Baden 1966
- Drei Dirndln vom Doblerhof, Bergisch Gladbach 1967
- Die Erben des Dornbergerhofes, Rastatt (Baden) 1967
- Freundschaft für ein ganzes Leben, Rastatt/Baden 1967
- Ein großer Hof und wenig Glück, Rastatt/Baden 1967
- Jana, das schönste Mädchen der Insel, Rastatt/Baden 1967
- Nachbarskinder, Bergisch Gladbach 1967
- Von dir erzählt die alte Linde, Bergisch Gladbach 1967
- Es gibt nur eine große Liebe, Rastatt/Baden 1968
- Das Findelkind vom Tannenhof, Bergisch Gladbach 1968
- Herrin von Gut Immenkamp, Rastatt/Baden 1968
- In fernem Land wollt‘ er sie vergessen, Bergisch Gladbach 1968
- Rauhnacht über Hohenried, Bergisch Gladbach 1968
- Sie erbte den schönsten Hof im Tal, Bergisch Gladbach 1968
- Ein Sommer voller Zärtlichkeit, Bergisch Gladbach 1968
- Sonnenschein nach großem Leid, Rastatt/Baden 1968
- Wo Liebe eine Heimstatt hat, Rastatt/Baden 1968
- Zu stolz für eine Bäuerin, Rastatt/Baden 1968
- Die Fremde, Bergisch Gladbach 1969
- Das Glück der Gilgenhoferin, Bergisch Gladbach 1969
- Das Glück kam, als der Almrausch blühte, Bergisch Gladbach 1969
- Sie liebte den Wildschütz vom Martinswald, Bergisch Gladbach 1969
- Der Tag, an dem die Sehnsucht kam, Bergisch Gladbach 1969
- Der Vater verbot ihre Liebe, Rastatt/Baden 1969
- Vergiß deinen Stolz und liebe mich, Bergisch Gladbach 1969
- Die Brüder vom Kolberhof, Rastatt/Baden
  - 1 (1970)
  - 2 (1970)
- Dir und der Heimat verschworen, Rastatt/Baden 1970
- Im Rausch der ersten Liebe, Rastatt/Baden 1970
- Sie träumte von der großen Stadt, Bergisch Gladbach 1970
- Was nach dem ersten Kuß geschah, Bergisch Gladbach 1970
- Weil du mir soviel lieber bist, Rastatt/Baden 1970
- Wilburga, die junge Falkenhof-Bäuerin, Rastatt 1970
- Denk an unsere Bank am See, Bergisch Gladbach 1971
- Endlich heimgefunden, Rastatt/Baden 1971
- Die Liebe zerbrach ihren Stolz, Rastatt/Baden 1971
- Linda, sein Licht im Dunkel, Rastatt 1971
- Mein Liebster ist kein Wildschütz, Rastatt 1971
- Die Rivalen vom Hirschtal, Bergisch Gladbach 1971
- Des Vaters schöne junge Braut, Bergisch Gladbach 1971
- Kommt das Glück doch noch zu uns?, Rastatt 1972
- Der verlorene Mädchentraum, Rastatt 1972
- Ich gehöre zu dir und den Bergen, Rastatt 1973
- Der Mitgiftjäger, Rastatt 1973
- Schicksalsfäden zwischen den Nachbarhöfen, Rastatt 1973
- Die Tränen versiegten, Rastatt 1973
- Andy, der kleine Glücksbringer, Rastatt 1975
- Der betrogene Hofbauer, Rastatt 1975
- Ein Förster auf Abwegen, Rastatt 1975
- Im Rausch der ersten Liebe, Rastatt 1975
- Das Herz gab die richtige Antwort, Rastatt 1976
- Lockte das Glück in der Ferne, Rastatt 1976
- Die schöne Herrin vom Schwaighof, Rastatt 1976
- Seine neue Heimat, Rastatt 1976
- Auf dem Auerhof blieb die Wiege leer, Rastatt 1977
- Das Erbe der Väter im Blut, Rastatt 1977
- Die verstoßene Magd, Rastatt 1977
- Vertrau mir deine Ängste an, Rastatt 1977
- Flucht aus dem Vaterhaus, Rastatt 1978
- Hochzeitsglocken läuten nicht für mich, Rastatt 1978
- Verzaubert in einer Maiennacht, Rastatt 1978
- Die Bauerndoktorin, Rastatt 1979
- Jugendliebe, die nie vergeht, Rastatt 1979
- Das versteckte Heiratsgut, Rastatt 1979
- Ich hab‘ für dich geschwiegen, Frankfurt am Main 1987